# Hàn Giản
Hàn Giản (chữ Hán: 韓簡, bính âm: Han Jian, ? - 883), là Tiết độ sứ Ngụy Bác dưới thời nhà Đường trong lịch sử Trung Quốc, cai trị bán độc lập với chính quyền trung ương.

## Thân thế và cuộc sống ban đầu
Hàn Giản là con trai trưởng của Hàn Doãn Trung, nhưng không rõ ông chào đời vào năm nào. Năm 870, binh sĩ Ngụy Bác nổi dậy giết Hà Toàn Hạo và ủng hộ Hàn Doãn Trung làm Tiết độ sứ ở Ngụy Bác. Hàn Giản không lâu sau đó được nhận chức Tiết độ phó sứ để phụ tá cho cha mình.
Năm 874, Hàn Doãn Trung qua đời. Quân trung ủng hộ Hàn Giản lên thay, triều đình nhà Đường đồng ý công nhận, phong làm Tiết độ quan sát lưu hậu; năm 875 lại phong Kiểm giáo hữu bộc xạ, Ngụy Bác tiết độ sứ. Năm 876 ông được phong chức Đồng trung thư môn hạ bình chương sự; năm 882 lại được phong là Thị trung. Ngoài ra ông còn được nhận tước Xương Lê quận vương hay Ngụy quận vương.

## Xung đột với các trấn
Lúc bấy giờ triều đình nhà Đường ngày một suy yếu, phong trào nông dân khởi nghĩa bùng lên; trong đó tiêu biểu nhất là cuộc nổi loạn của Vương Tiên Chi và Hoàng Sào. Năm 881, Hoàng Sào chiếm Trường An, tự xưng là hoàng đế Đại Tề. Đường Hi Tông kinh hoàng bỏ chạy về Thành Đô. Thấy đất nước rối loạn, Hàn Giản tìm cách mở rộng phạm vi thế lực của mình. Mục tiêu đầu tiên của ông là trấn Hà Dương, hiện nằm dưới sự kiểm soát của tướng giặc trung thành với Hoàng Sào là Gia Cát Sảng.
Mùa thu năm 882, Hàn Giản 30.000 quân tấn công Gia Cát Sảng ở Tư Vũ. Gia Cát Sảng bỏ thành mà chạy. Hàn Giản cho một số quân trấn giữ Tư Vũ, rồi đem phần lớn lực lượng lên phía bắc, cướp bóc hai châu Hình, Minh thuộc trấn Chiêu Nghĩa; sau đó ông trở về Ngụy châu.
Cuối năm này, Hàn Giản lại tấn công Vận châu, trị sở của trấn Thiên Bình. Tiết độ sứ Thiên Bình là Tào Tồn Thực tử chiến. Tướng dưới quyền là Thôi Quân thu thập tàn binh, cố sức giữ Vận. Quân Ngụy Bác bao vây quân Thiên Bình trong nửa năm vẫn không thể chiếm được thành. Trong khi đó ở Hà Dương, Gia Cát Sảng đã tập hợp lại lực lượng và lấy lại Hà Dương. Đầu năm 883, Thôi Quân sai sứ xin hòa; Hàn Giản đồng ý và chuyển quân sang đánh Hà Dương. Gia Cát Sảng sai tướng dưới quyền Lý Hãn Chi cầm quân kháng cự, đánh bại quân Ngụy Bác ở Vũ Trắc. Hàn Giản phải thu quân trở về, do tức giận rồi phát bệnh ung thư rồi chết. Đó là vào tháng 11 năm nguyên niên Trung Hòa (883). Theo Tư trị thông giám thì ông bị tướng sĩ dưới quyền nổi dậy giết chết.
Tướng dưới quyền Hàn Giản là Nhạc Hành Đạt thu quân về Ngụy châu, tự xưng là lưu hậu ở Ngụy Bác, đổi tên Nhạc Ngạn Trinh. Triều đình nhà Đường đồng ý công nhận. Họ Hàn kể từ Hàn Doãn Trung đến Hàn Giản, cai trị đất Ngụy chỉ có 13 năm.